# Седалче
45°30′ пн. ш. 14°46′ сх. д. / 45.50° пн. ш. 14.76° сх. д.
Седалче (хорв. Sedalce) — населений пункт у Хорватії, в Приморсько-Горанській жупанії у складі міста Делниці.

## Населення
Населення за даними перепису 2011 року становило 16 осіб.
Динаміка чисельності населення поселення:

## Клімат
Середня річна температура становить 8,36 °C, середня максимальна – 21,23 °C, а середня мінімальна – -5,42 °C. Середня річна кількість опадів – 1460 мм.
| Клімат поселення                              | Клімат поселення | Клімат поселення | Клімат поселення | Клімат поселення | Клімат поселення | Клімат поселення | Клімат поселення | Клімат поселення | Клімат поселення | Клімат поселення | Клімат поселення | Клімат поселення | Клімат поселення |
| Показник                                      | Січ.             | Лют.             | Бер.             | Квіт.            | Трав.            | Черв.            | Лип.             | Серп.            | Вер.             | Жовт.            | Лист.            | Груд.            |                  |
| Середній максимум, °C                         | 5,41             | 6,19             | 8,76             | 12,69            | 17,45            | 20,78            | 21,23            | 20,81            | 17,15            | 13,05            | 7,88             | 4,42             |                  |
| Середня температура, °C                       | 0,01             | 0,77             | 3,36             | 7,28             | 12,02            | 15,36            | 17,39            | 16,98            | 13,31            | 9,22             | 4,03             | 0,60             |                  |
| Середній мінімум, °C                          | −5,42            | −4,66            | −2,06            | 1,86             | 6,61             | 9,95             | 13,55            | 13,13            | 9,46             | 5,38             | 0,21             | −3,25            |                  |
| Норма опадів, мм                              | 89               | 89               | 107              | 121              | 107              | 131              | 100              | 117              | 138              | 164              | 170              | 127              |                  |
| Середньомісячна швидкість вітру, м/с          | 2.24             | 2.42             | 2.63             | 2.51             | 2.35             | 2.21             | 2.10             | 2.12             | 2.07             | 2.24             | 2.41             | 2.39             |                  |
| Середньомісячна сонячна радіація, кДж/м²·день | 4180             | 6994             | 10262            | 14516            | 18610            | 20205            | 21606            | 18150            | 13355            | 8716             | 4579             | 3471             |                  |
| --------------------------------------------- | ---------------- | ---------------- | ---------------- | ---------------- | ---------------- | ---------------- | ---------------- | ---------------- | ---------------- | ---------------- | ---------------- | ---------------- | ---------------- |
| Джерело:                                      |                  |                  |                  |                  |                  |                  |                  |                  |                  |                  |                  |                  |                  |